# Vilhelm Ingerslev
Johan Vilhelm Christian Ingerslev (født 22. januar 1835 i Snesere ved Præstø, død 30. oktober 1918 i Præstø) var en dansk læge.
Ingerslev blev student fra Herlufsholm 1852, tog medicinsk eksamen 1859 og nedsatte sig 1861 i Præstø, hvor han var distriktslæge fra 1888 til 1913. Her skrev han Danmarks Læger og Lægevæsen fra de ældste Tider indtil Aar 1800 (1873), et værk, hvis fortrinlighed anerkendtes af universitetet 1894, idet han blev udnævnt til æresdoktor i medicin. Ingerslev var medstifter af og formand for "Understøttelsesforeningen for danske Lægers trængende Enker og forældreløse Børn" (1877), kom senere ind i bestyrelsen for næsten alle lægernes hjælpe- og understøttelsesforeninger og udfoldede i disse institutioner en uhyre rig virksomhed. Hans administrative evner udnyttedes også som formand i Den almindelige danske Lægeforening 1889-95 og i Præstø byråd 1891-1903 og af staten i forskellige kommissioner. 1892 blev han Ridder af Dannebrog.